# Enotria (traghetto)
L'Enotria è un traghetto bidirezionale appartenente alla compagnia di navigazione italiana Bluferries.

## Caratteristiche
Il traghetto, costruito appositamente per essere impiegato nello stretto di Messina, è adibito al solo trasporto di mezzi gommati e passeggeri ed è dotato di quattro propulsori Schottel orientabili a 360°, che gli consentono un'ampia capacità di manovra.

## Servizio
Varato nel giugno del 2002 nel cantiere navale Rosetti Marino di Ravenna con il nome di Enotria e consegnato il 14 dicembre successivo alle Ferrovie dello Stato, prende servizio nel 2003 nei collegamenti tra Messina, Villa San Giovanni e gli approdi di Tremestieri, dove opera tutt'oggi.
Nel 2006 viene trasferito alla RFI.
Nel 2009 viene trasferito insieme a tutta la flotta RFI sotto il marchio Bluvia.

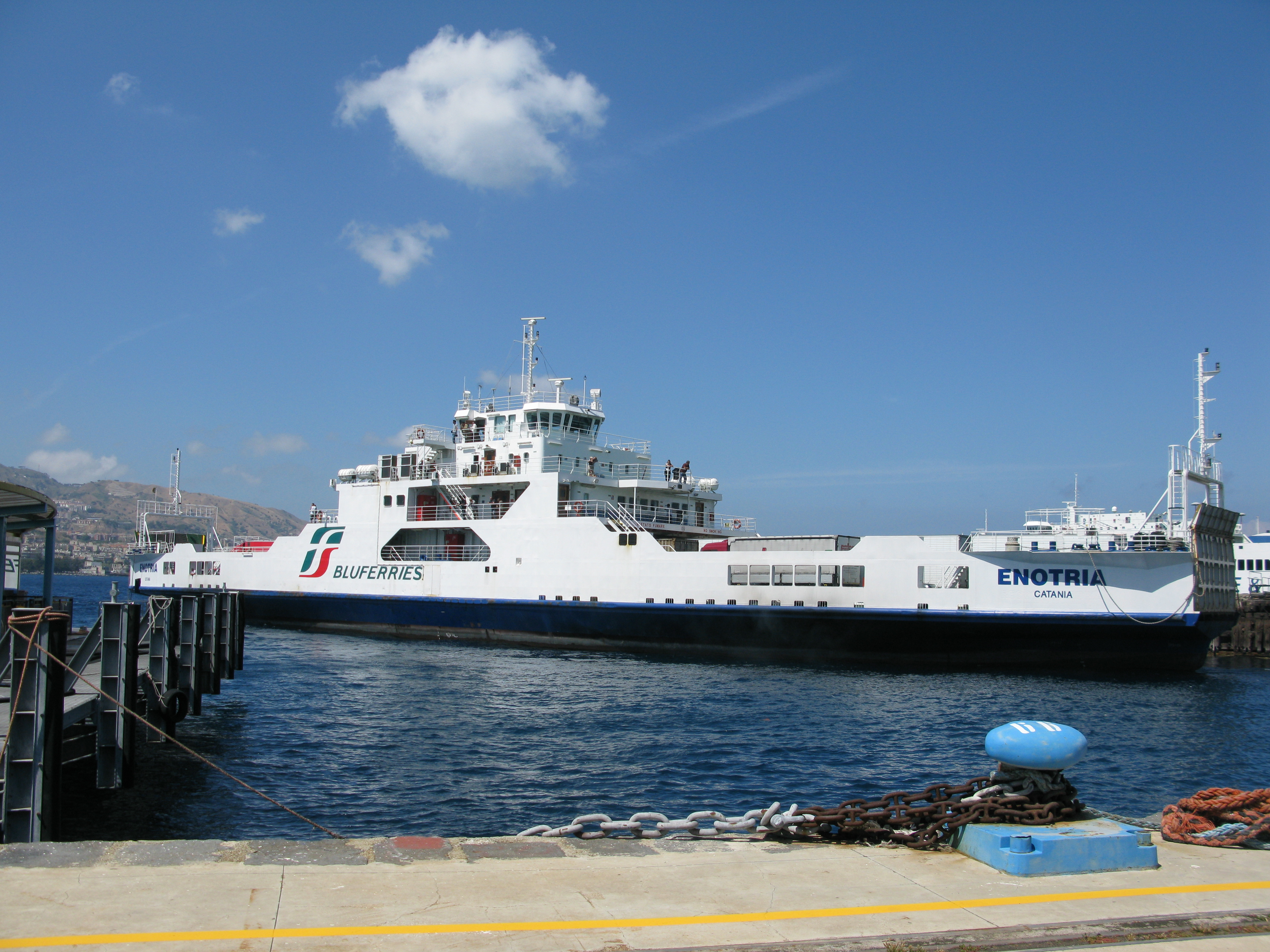
L'Enotria in partenza da Messina nel 2013.

Nel 2012 viene trasferito insieme al resto dei bidirezionali impiegati nello stretto alla neonata Bluferries.